# Тарханская улица (Москва)
Тарха́нская у́лица — улица на юго-востоке Москвы за пределами МКАД в Жулебино между улицами Генерала Кузнецова и Маршала Полубоярова.

## Происхождение названия
Названа в 1995 году по селу Тарханы (Лермонтово; переименовано в 1917 году) в Пензенской области. В поместье Тарханы, принадлежавшем Е. А. Арсеньевой, бабушке М. Ю. Лермонтова, сейчас располагается Музей-заповедник поэта. Туда же, в Тарханы, в 1842 году из Пятигорска был перевезен прах М. Ю. Лермонтова. Название продолжает лермонтовскую тему в названиях района.